# Jozef Šepeľa
Jozef Šepeľa (19. září 1923 - 1987) byl slovenský a československý politik Komunistické strany Slovenska a poslanec Sněmovny národů Federálního shromáždění za normalizace.

## Biografie
Pocházel z Podkarpatské Rusi. Byl spolupracovníkem NKVD a byl vyslán na východní Slovensko. Patřil k vyšetřovatelům Státní bezpečnosti (mimochodem podílel se na výsleších Gustáva Husáka během jeho věznění v 50. letech). Paradoxně za normalizace, kdy již Gustáv Husák působil v čele komunistické strany, byl Šepeľa od roku 1970 vedoucím tajemníkem Okresního výboru KSS v Trnavě. Podle svědectví J. Šimončiče z Trnavy: „...pri návšteve G. Husáka v Trnave už vo funkcii prvého tajomníka ÚV KSČ. Keď G. Husák zbadal J. Šepeľu, zbledol a roztriasol sa. J. Šepeľa sa tváril, akoby sa nič nestalo.“
V letech 1972-1978 se uvádí jako účastník zasedání Ústředního výboru Komunistické strany Slovenska.
Po volbách roku 1976 zasedl do slovenské části Sněmovny národů (volební obvod č. 106 - Trnava, Západoslovenský kraj). Křeslo nabyl až dodatečně v dubnu 1977 po doplňovacích volbách poté, co zemřel poslanec Štefan Opálek. Mandát obhájil ve volbách roku 1981 (obvod Gelnica). Ve Federálním shromáždění setrval do konce funkčního období, tedy do voleb roku 1986.